# Guido Georg Wilhelm Brause
Guido Georg Wilhelm Brause est un militaire et botaniste, spécialiste des fougères, allemand, né le 7 août 1847 à Kochanowitz, arrondissement de Lublinitz et mort le 17 décembre 1922 à Berlin.

## Biographie
Il fait ses études à Koschentin. Il poursuit toute sa vie une carrière militaire, d'abord dans l'artillerie pendant la guerre de 1870, puis comme officier à Charlottenbourg, avec une expédition en Afrique centrale en 1907-1908.
Il a, par ailleurs, consacré ses loisirs et ses compétences botaniques, notamment dans les déterminations de fougères au Jardin botanique et musée botanique de Berlin-Dahlem.

## Quelques publications
- Sous la direction de J. Mildbraed - Wissenschaftliche Ergebnisse der zweiten Deutschen Zentral-Afrika-Expedition 1907-08, unter Führung Adolf Friedrichs, Herzogs zu Mecklenburg[3] Leipzig, 1910 (collaboration)
- avec Wilhelm Lorch, sous la direction de Gustav Lindau, Kryptogamenflora für Anfänger - 6e partie : « Farnpflanzen (Pteridophyta) » - Berlin : Der Springer-Verlag, 1914